# Światowy Dzień Jakości
Światowy Dzień Jakości (ang. World Quality Day) – coroczne święto obchodzone w drugi czwartek listopada (na dwa tygodnie przed Dniem Dziękczynienia w Stanach Zjednoczonych), zainicjowane w 1989 roku przez trzy główne międzynarodowe organizacje do spraw jakości:
- Amerykańskie Stowarzyszenie do spraw Jakości, założone w 1946 roku, jako American Society for Quality Control, ASQC (obecnie American Society for Quality, ASQ),
- Europejską Organizację Jakości założoną w 1956 roku, w skład której wchodzą 34 europejskie krajowe organizacje jakości, jak również instytucje, przedsiębiorstwa i osoby fizyczne z całego świata (ang. European Organization for Quality, EOQ)[1],
- Unię Japońskich Naukowców i Inżynierów (ang. Union of Japanese Scientists and Engineers, JUSE).

## Cele
Celem obchodów Dnia jest:
- promowanie wiedzy na temat jakości na całym świecie i zachęcenie do „rozwoju i organizowania dobrobytu”,
- podkreślenie znaczenia jakości i jej nieustającej kontroli,
- uczczenie osiągnięć w dziedzinie podnoszenia jakości,
- podniesienie świadomości społeczeństw, jak podejście do jakości systemów i procesów produkcyjnych może mieć spektakularny wpływ na życie człowieka.

Chartered Quality Institute w Wielkiej Brytanii podkreśla, że Dzień ten jest również okazją do szerzenia świadomości na temat jakości życia w miejscach pracy i społecznościach.

## Obchody
Europejska Organizacja Jakości organizuje również Europejski Tydzień Jakości (ang. The European Quality Week) odbywający się w tygodniu obchodów Światowego Dnia Jakości.
Polski Dzień Jakości organizowany jest od 1996 roku w ramach Europejskiego Tygodnia Jakości. W 2009 roku patronat nad obchodami objęło Ministerstwo Gospodarki, a patronat mediowy objęli: kwartalnik „ABC Jakości”, miesięcznik „Problemy Jakości” oraz kwartalnik „Przemysł & Środowisko”.